# Super Sprint
Super Sprint (conocido como Sprint Master en la Atari 2600) es un videojuego de carreras lanzado por Atari Games y Midway Games en 1986. Hasta tres jugadores conducen coches parecidos a la Fórmula 1 en un circuito visto desde arriba. El juego es el sucesor de las series Gran Trak 10 y Sprint, que eran juegos en blanco y negro de la década de 1970. Una secuela, Championship Sprint, se lanzó más tarde ese mismo año.

## Jugabilidad
Hasta tres jugadores conducen simultáneamente en un circuito contra oponentes controlados por el ordenador. Los circuitos se ven desde arriba y siempre caben en la pantalla, por lo que el juego nunca se desplaza. Después de tres vueltas el ganador avanza al siguiente circuito. Hay ocho circuitos en total, pero el juego sólo termina si los jugadores pueden llegar a la carrera 85 donde se juega el circuito extra Super Speedway. A medida que el jugador avanza a niveles más altos, aparecen más y más obstáculos en la pista, como charcos de petróleo y pequeños tornados en movimiento. Si el auto los toca, el jugador pierde el control sobre el auto por un corto tiempo mientras se desliza y gira. Chocar contra una pared a gran velocidad o caer desde uno de los puentes destruye el auto, pero aparecerá un helicóptero para reemplazarlo.
El coche se puede personalizar recogiendo las llaves que se encuentran en la pista. El jugador puede intercambiar tres de ellos por una mejor tracción, una mejor aceleración o una mayor velocidad máxima.

## Ports
Super Sprint fue portado a Amstrad CPC, Atari ST, Commodore 64 y ZX Spectrum. Tengen, una subsidiaria de Atari, lanzó un puerto sin licencia para Nintendo Entertainment System y fue adaptado por la compañía japonesa Altron como un título con licencia para el mercado japonés.
El juego fue portado al Atari 2600 con el nombre de Sprint Master y la adaptación se lanzó en 1988.

## Recepción
En Japón, Game Machine incluyó a Super Sprint en su edición del 15 de agosto de 1986 como la segunda unidad de arcade vertical con cabina de mayor éxito del mes. Se convirtió en el octavo juego arcade vertical/de cabina más taquillero de Japón durante la segunda mitad de 1986, y y el noveno juego de arcade de mayor recaudación vertical/cabina de 1986. Más tarde fue el décimo juego de arcade de mayor recaudación de Japón vertical/cabina de 1987.
En 1996, Next Generation (Next Generation (revista)) incluyó la versión arcade en el puesto 59 en su "Top 100 de juegos de todos los tiempos". Explicaron que si bien el subviraje masivo en el juego es muy poco realista, agrega una sensación de urgencia al juego.

## Legado

### Championship Sprint
Más tarde, en 1986, se lanzó Championship Sprint; es casi idéntico, pero con pistas diferentes y con un gabinete para dos jugadores de tamaño estándar en lugar del amplio gabinete 3P de Super Sprint. Fue portado al ZX Spectrum, Amstrad CPC y Commodore 64.

### Relanzamientos
Se lanzó una versión de Game Boy Advance junto con Spy Hunter en un paquete de doble juego en 2005.
Super Sprint está incluido en la compilación Midway Arcade Treasures para GameCube, PlayStation 2, Xbox y [ [Microsoft Windows]]. Su secuela, Championship Sprint, se lanzó para los mismos sistemas en Midway Arcade Treasures 2 y como juego descargable para PlayStation 3. El juego también forma parte de la compilación de 2012 Midway Arcade Origins para PlayStation 3 y Xbox 360.
En 2016, Super Sprint se relanzó en el Lego Dimensions Midway Arcade Level Pack.